# Nina Hartley
Nina Hartley, pseudonimo di Marie Louise Hartman (Berkeley, 11 marzo 1959), è un'attrice pornografica, regista ed educatrice sessuale statunitense.

## Biografia
Marie Louise Hartman nasce a Berkeley, in California, l'11 marzo 1959, da padre luterano di origini tedesche e madre ebrea. Ha trascorso la sua giovinezza nella San Francisco Bay Area. È la più giovane dei quattro figli della famiglia, con una sorella maggiore e due fratelli più grandi. I suoi genitori, entrambi membri del Partito Comunista degli Stati Uniti, si convertirono al buddismo Zen quando lei era ancora piccola.
Dopo aver terminato la Berkeley High School nel 1977, ha frequentato la scuola per infermiere alla San Francisco State University e si laurea a pieni voti nel 1985. È abilitata alla professione d'infermiera professionale.

### Carriera pornografica
Hartley vide The Autobiography of a Flea (il primo film per adulti diretto da una donna, Sharon McNight) in un cinema di San Francisco e scelse d'intraprendere la carriera di attrice pornografica. Nel 1982, mentre frequentava la scuola per infermiere, iniziò a lavorare come spogliarellista al Mitchell Brothers O'Farrell Theater.
Nel 1984 iniziò la carriera pornografica debuttando nel film Educating Nina, prodotto dalla veterana del porno Juliet Anderson (meglio conosciuta come "Aunt Peg"), si rivelò un inaspettato grande successo. Da allora ha partecipato a oltre 1300 film per adulti diventando una vera e propria icona dell'industria del porno statunitense. Nel 1990 ha diretto l'edizione annuale degli AVN Awards insieme a Barbara Dare.
In un'intervista, raccontò di aver scelto il nome "Nina" perché era facile da pronunciare per i turisti giapponesi che venivano a vedere i suoi spogliarelli quando lavorava nei locali a San Francisco. Scelse inoltre, "Hartley" perché le piacevano i popolari spot pubblicitari che, all'epoca, Mariette Hartley stava interpretando insieme a James Garner. Per anni è stata considerata "il miglior posteriore nel mondo del porno" ("The best ass in the business"), grazie al suo famoso sedere tondo. In seguito, data l'età, si è specializzata nel genere di film hard MILF, interpretando ruoli di donne mature che si accoppiano disinvoltamente con partner assai più giovani.
Nina Hartley è una delle venticinque attrici della golden era del porno a essere stata inserita nel libro del 2012 di Jill C. Nelson intitolato Golden Goddesses: 25 Legendary Women of Classic Erotic Cinema, 1968-1985 pubblicato dalla BearManor Media.

### I diritti delle donne nel mondo del porno

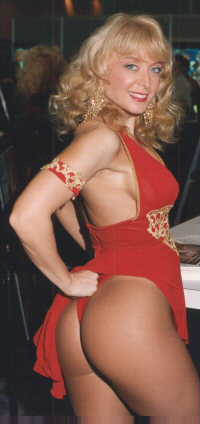
Nina Harley nel 2006

Politicamente, Nina Hartley si considera una liberale e una femminista. Rivolgendo un appello alle altre donne, disse: «Il sesso non è qualcosa che gli uomini ti danno. È qualcosa che gli uomini si "prendono" da te. Il sesso dovrebbe essere qualcosa di bello e piacevole per entrambi, uomini e donne». Nina, da sempre considerata femminista "sex-positive" e liberale, si è sempre battuta per i diritti delle donne nel settore dell'hard sin dagli inizi, e, prima del successo di Jenna Jameson, è stata spesso chiamata in TV, quando un programma o un talk show necessitava di un'attrice porno professionista in grado di esporre il punto di vista delle donne nel mondo dell'hard. Una delle sue apparizioni più famose è stata al The Oprah Winfrey Show insieme a un'altra pornostar, Ona Zee. Le due furono fortemente prese di mira dall'audience prevalentemente femminile del programma, ma non si fecero intimidire e continuarono a esporre la loro tesi in supporto all'industria dell'hard.
Intervistata per il libro di Wendy McElroy XXX: A Woman's Right to Pornography del 1995, raccontò di quando fu arrestata a Las Vegas nel 1993, assieme ad altre 10 star del porno (più tardi soprannominate "le 11 erotiche"), per avere eseguito uno spettacolo lesbo durante uno strip-tease, alla presenza di un poliziotto in borghese mescolato tra il pubblico. Rischiando dai 6 ai 12 anni di carcere per "flagrante lesbismo" e oltraggio al pudore recidivo, fu caldamente consigliata di dichiararsi colpevole e di accettare un patteggiamento.
Oltre ai suoi molteplici ruoli come attrice pornografica, Nina ha anche prodotto, diretto, e condotto una serie di video di educazione sessuale (i vari Guide to...) che coprono l'intera gamma delle specialità sessuali, dall'accoppiamento semplice, alle orge, al sesso anale e al bondage .

### Altre attività
Nina Hartley ha fatto una breve incursione in un film mainstream di Hollywood. Nel film del 1997 Boogie Nights, interpretava, la moglie "molto" infedele di William H. Macy. Infine è anche apparsa nel lungometraggio canadese del 1996 Bubbles Galore.
Nel 2006 ha pubblicato un libro, Nina Hartley's Guide to Total Sex.

### Vita privata
La Hartley si è apertamente dichiarata atea e bisessuale nella vita privata, e per 20 anni, ha portato avanti quello che è stato definito il legame più duraturo di tutto il mondo del porno, mantenendo un ménage à trois con il marito Dave (che incontrò quando aveva 19 anni), e con la "moglie" Bobby Lilly. Quando la loro relazione finì, Nina disse: «Ero troppo immatura e lui troppo possessivo. Non funzionava [...] Finì perché eravamo le tre persone sbagliate per poter convivere».
Successivamente, il 7 luglio 2003 ha sposato Ira Levine (alias Ernest Greene), un regista di film porno, in particolare di film porno bondage BDSM.. Saltuariamente hanno lavorato insieme, come in The Ultimate Guide to Anal Sex for Women, diretto da Tristan Taormino e Greene, e in O: the Power of Submission, diretto dal solo Greene. In entrambi i film, la Hartley recita in ruoli marginali.
L'attore porno Lexington Steele affermò, in una intervista del 2001, che il sesso con Nina Hartley era stato senza dubbio il migliore che avesse mai fatto in vita sua.
Nina Hartley non ha mai avuto figli a causa dei fibromi dell'utero, che l'hanno colpita quando aveva 32 anni rendendola sterile, ma è zia di ben otto nipoti e nipotine.

## Riconoscimenti
- AVN Awards

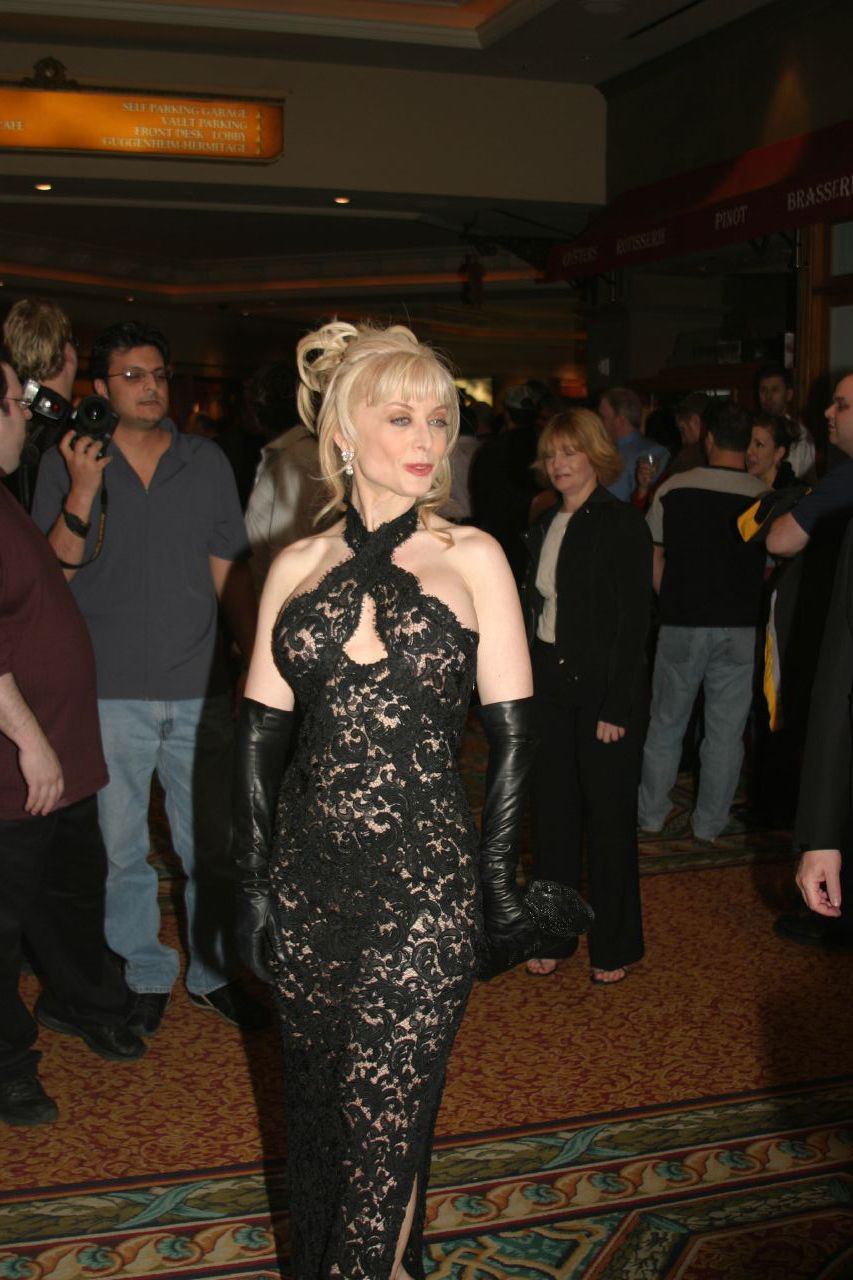
Nina agli AVN Awards del 2004

  - 1986 – Best Couples Sex Scene - Film per Vergini corpi frementi per Ten Little Maidens con Amber Lynn, Ginger Lynn, Janey Robbinson, Lisa De Leeuw, Harry Reems, Eric Edwards, Jamie Gillis ,Paul Thomas e Richard Pacheco[21]
  - 1987 – Best Actress - Video per Debbie Duz Dishes[22]
  - 1989 –  Best Couples Sex Scene - Film per Amanda By Night II con Herschel Savage[23]
  - 1989 – Best Group Sex Scene - Video per Sensual Escape con Richard Pacheco[24]
  - 1989 – Best Supporting Actress - Film per Portrait of an Affair[25]
  - 1991 –  Best Supporting Actress - Video per The Last X-Rated Movie[26]
  - 2000 – Best Group Sex Scene (video) per Ultimate Guide To Anal Sex For Women con Inari Vachs, Sydnee Steele, Ava Vincent, Chloe, Chandler, Jazminee Tristan Taormino[27]
  - 2009 – Best Non - Sex Performance per Not Bewitched XXX[28]
  - 2009 – AVN Hall of Fame[29]

- XRCO Awards
  - 1986 – Best Couple Sex Scene per Ball Busters con John Leslie[30]
  - 1987 – Best Couple Sex Scene per Peeping Tom con Buck Adams[30]
  - 1987 – Torrid Triad Scene per Every Woman Has A Fantasy 2 con Kari Foxx e Troy Tannier[30]
  - 1989 – Female Performer Of The Year[30][31]
  - 1990 – Best Supporting Actress per My Bare Lady[30][32]
  - 1990 – Best Girl-Girl Scene per Sorority Pink con Barbara Dare[30][33]
  - 1995 – XRCO Hall of Fame[34]
  - 2000 – Best Group Sex Scene per Ultimate Guide To Anal Sex For Women con Inari Vachs, Sydnee Steele, Ava Vincent, Chloe, Chandler, Jazminee Tristan Taormino[35]
- Legends of Erotica
  - 1994 – Hall of Fame[36][37]
- Hot d'Or
  - 1996 – Lifetime Achievement Award[38]
- Ninfa Public
  - 2006 – Lifetime Career Award[39]
- XBIZ Award
  - 2019 – Best Non-Sex Acting Performance per Future Darkly: Artifamily[40]
  - 2020 – Best Non-Sex Acting Performance per Girls of Wrestling[41]
- Exxxotica Awards
  - 2014 – Fanny Lifetime Achievement Award[42]

## Filmografia parziale (hard e non)
- Chemistry Eases the Pain, regia di Shine Louise Houston (2020)
- I Wrote This for You, regia di Jason Zavaleta (2020)
- Unbound (2020, TV)
- Twisted Threesomes 6 (2019)
- Age & Beauty Vol. 2, regia di Bree Mills & Craven Moorehead (2019)
- Age & Beauty, regia di Bree Mills & Craven Moorehead (2019)
- Future Darkly: The Complete Second Season, regia di Bree Mills & Craven Moorehead (2019)
- Girls of Wrestling, regia di Ricky Greenwood (2019)
- Confessions of a Sinful Nun Volume 2: The Rise of Sister Mona, regia di Ricky Greenwood (2019)
- Pure Taboo (2018-2019, TV)
- Breaking Mr. Hart, regia di D.P. Welles (2018)
- The Bachelor Party, regia di Tremain Hayhoe (2018)
- Mommy Got Boobs (2007-2018, TV)
- Future Darkly Volume 1, regia di Bree Mills & Craven Moorehead (2018)
- Transformation, regia di Diana DeVoe (2018)
- Interracial Milfs Volume 3, regia di James Avalon (2018)
- Horny Grannies Love to Fuck 13, regia di Jim Powers (2018)
- Hell's Kitty, regia di Nicholas Tana (2018)
- Confessions of a Sinful Nun, regia di Ricky Greenwood & Dana Vespoli (2017)
- Kinky Moms Suck & Eat Juicy Pussies (2017)
- Scumbag, regia di Mars Roberge (2017)
- Mom Knows Best (2016, TV)
- Grindhouse XXX 2, regia di Tarantino XXX (2016)
- Lesbian Adventures: Strap-On Specialists 10, regia di Dana Vespoli (2016)
- What I Fucking Want (2015-2017, TV)
- My Stepmom Has Big Tits (2015)
- This Ain't the Golden Girls XXX, regia di Will Ryder (2015)
- Dude Bro Party Massacre III, regia di Tomm Jacobsen, Michael Rousselet & Jon Salmon (2015)
- Mother Lovers Society 13, regia di Melissa Monet (2015)
- Between the Headlines: A Lesbian Porn Parody, regia di Lily Cade (2014)
- School of MILF 2: The Education of Belle Knox, regia di Lisa Ann (2014)
- It's Not a Date, regia di Barry Pollack & Mischa Pollack (2014)
- Austin Powers XXX: A Porn Parody, regia di B. Skow (2014)
- Not the Wizard of Oz XXX, regia di Will Ryder (2013)
- My Friend's Hot Mom 35 (2013)
- Lesbian Adventures: Strap-On Specialists Vol. 5, regia di Dana Vespoli (2013)
- Filthy Family 7: Moms & Daughters, regia di Bobby Manila (2012)
- Mothers & Sons, regia di Nica Noelle (2012)
- Deep Kissing Lesbians, regia di Nica Noelle (2012)
- Lesbian Lawyers, regia di Annabelle Lee (2012)
- The Truth About O, regia di Ernest Greene (2012)
- My Hot Aunt 2, regia di Juan Cuba (2012)
- Lesbian Adventures: Older Women, Younger Girls Volume 2, regia di Dana Vespoli (2012)
- My Daughter's Boyfriend 6, regia di Nica Noelle (2012)
- Seduced by Mommy 4 (2012)
- Lesbian Hitchhiker 4, regia di Nica Noelle (2012)
- Milf's Guide to Squirting (2012)
- My Friend's Hot Mom 29 (2012)
- Calvin's Dream, regia di John O'Leary (2011)
- Mom's Cuckold 7, regia di Bobby Manila (2011)
- The Addams Family XXX, regia di Rodney Moore (2011)
- Anchorman: A XXX Parody, regia di Eddie Powell (2011)
- Supergirl XXX, regia di Robert Black (2011)
- The Stepmother 4: Her Secret Past, regia di Nica Noelle (2011)
- Evil Cuckold 2, regia di Sean Michaels (2011)
- MILF Legends 4 (2010)
- Mom's Cuckold 3, regia di Bobby Manila (2010)
- Masturbation Nation 10, regia di Tom Byron (2010)
- Masturbation Nation 9 (2010)
- Back Strokes and Toilette Fantasies, regia di Brad Armstrong & Paul Thomas (2009)
- Debbie Duz Dishes Again, regia di Jim Malibu (2009)
- Her First Older Woman 6 (2009)
- Her First Older Woman 5 (2009)
- MILF Legends 2 (2009)
- MILF Legends 1 (2009)
- Popporn: The Guide to Making Fuck, regia di Brian Bangs & Spock Buckton (2009)
- Screw My Wife Please 69: It's More than a Feeling, regia di Bobby Rinaldi (2009)
- When Ginger Met Nina 1, regia di Kathryn Annelle (2009)
- Private Gold 107: Cheating Hollywood Wives, regia di Dave Naz (2009)
- Lesbian Daydreams 3, regia di Nica Noelle (2009)
- Lesbian Adventures: Victorian Love Letters, regia di Nica Noelle (2009)
- Elexis Unleashed 1, regia di Nica Noelle (2009)
- Fuck a Fan 2, regia di Jim Powers (2009)
- Operation: Tropical Stormy, regia di Stormy Daniels (2009)
- Mommy Blows Best (2009, TV)
- Girls Kissing Girls 3: Make Up and Makeout Sessions, regia di Nica Noelle (2009)
- Moms a Cheater Vol. 5 (2009)
- My Daughter's Boyfriend, regia di Nica Noelle (2009)
- Legends & Starlets, regia di Nica Noelle (2009)
- Lesbian Mentors 1: Older Women, Younger Girls, regia di Nica Noelle (2009)
- Not Three's Company XXX, regia di Will Ryder (2009)
- My Little Minx: A (sort of) Silent Lesbian Farce, regia di Nica Noelle (2009)
- Lesbian Daydreams 2: Secret Fantasies, regia di Nica Noelle (2009)
- Not Bewitched XXX, regia di Will Ryder (2008)
- Burn, regia di Paul Thomas (2008)
- Who's Nailin' Paylin?, regia di Jerome Tanner (2008)
- Mom's Black Cock Anal Nightmare 1, regia di Nato (2008)
- When Ginger Met Nina 2: Girls' Night Out, regia di Kathryn Annelle (2008)
- It's a Mommy Thing!, regia di Patrick Collins (2007)
- Nina Hartley's Big Tit MILF's, regia di Nina Hartley (2007)
- Cheating Housewives 4, regia di Mike Metropolis (2007)
- Girls in White 2007 2 (2007)
- For Love, Money or a Green Card, regia di Stormy Daniels (2007)
- Girls in White 2007 Part 1, regia di Nica Noelle (2007)
- Group Sex, regia di S.E. Ewing (2006)
- Guide to Foot Fun, regia di Ernest Greene (2006)
- Guide to Porn Stars Sex Secrets, regia di Ernest Greene (2006)
- Guide to the Ultimate Sex Party, regia di Ernest Greene (2006)
- McKenzie Loves Pain, regia di Ernest Greene (2006)
- Rumour Had Em... (2006)
- Stick It, regia di Rosette Kalashnikov (2006)
- Yo' Mama's a Freak 2, regia di Lee G. (2006)
- Women Seeking Women 29 (2006)
- My Mother Loves the Brothas 2, regia di King Midas (2006)
- O: the Power of Submission, regia di Ernest Greene (2006)
- Jenna Loves Pain, regia di Ernest Greene (2005)
- Belladonna: Fetish Fanatic, regia di Belladonna (2005)
- Mature Brotha Lovers 2, regia di Diana DeVoe (2005)
- Syrens of Sex, regia di Tina Tyler (2005)
- The Naked Feminist: il porno delle donne (The Naked Feminist), regia di Louisa Achille (2004)
- Guide to Masturbation, regia di Ernest Greene (2004)
- Guide to Sensual Submission 2: How to Submit to a Woman, regia di Ernest Greene (2004)
- Anal Kinksters 2, regia di Ernest Greene (2004)
- Guide to Younger Women Older Men Sex, regia di Ernest Greene (2004)
- Leather Bound Dykes from Hell 20, regia di Ernest Greene (2003)
- Guide to Sensual Submission: How to Submit to a Man, regia di Ernest Greene (2003)
- Older Women with Younger Women 4, regia di Jim Powers (2003)
- Naked Hollywood 20: Real Compared to What?, regia di Kelly Holland (2003)
- Naked Hollywood 19: Birthday, regia di Kelly Holland (2003)
- Naked Hollywood 18: Real Life, regia di Kelly Holland (2003)
- Naked Hollywood 17: Lights, Camera, Action!, regia di Kelly Holland (2003)
- Naked Hollywood 16: Brains or Beauty?, regia di Kelly Holland (2003)
- Naked Hollywood 15: The Body Beautiful.., regia di Kelly Holland (2003)
- Naked Hollywood 14: Playing the Part, regia di Kelly Holland (2003)
- Naked Hollywood 13: Obsession, regia di Kelly Holland (2003)
- Guide to Sensual Domination 2: How to Dominate a Woman, regia di Ernest Greene (2002)
- Desperately Seeking Seka (2002, TV)
- American Dummy, regia di Adam Dubin (2002) - cortometraggio
- Nina Hartley's Guide to Alternative Sex, regia di Nina Hartley (2002)
- Mail Order Bride, regia di Roy Karch (2002)
- Naked Hollywood 12: Find Out Who's Naughty or Nice, regia di Kelly Holland (2002)
- Naked Hollywood 11: Wedding Bell Blues, regia di Kelly Holland (2002)
- Naked Hollywood 10: One Night Stand, regia di Kelly Holland (2002)
- Naked Hollywood 9: The Odd Couples, regia di Kelly Holland (2002)
- Naked Hollywood 8: Women on Top, regia di Kelly Holland (2002)
- Naked Hollywood 7: Never Can Say Goodbye, regia di Kelly Holland (2002)
- Naked Hollywood 6: Money Can Buy Everything, regia di Kelly Holland (2002)
- Naked Hollywood 5: Twisted, regia di Kelly Holland (2002)
- Naked Hollywood 4: Till Death Do Us Part, regia di Kelly Holland (2002)
- Naked Hollywood 3: Love in the Electronic Age, regia di Kelly Holland (2002)
- Naked Hollywood 2: Lust or Love, regia di Kelly Holland (2002)
- Naked Hollywood: Faking It, regia di Kelly Holland (2002)
- The History of Hardcore (2002, TV)
- Goosed for 3!: A Bisexual Love Affair, regia di Tina Tyler (2001)
- Beyond Vanilla, regia di Claes Lilja (2001)
- Guide to Advanced Sex Toys, regia di Nina Hartley & Will Ranald (2001)
- Bad Penny, regia di Bob Chinn (2000)
- White Lightning, regia di Veronica Hart (2000)
- A Midsummer Night's Cream, regia di Stuart Canterbury (2000)
- Extremely Yours, Ass Woman, regia di Tom Byron (2000)
- Guide to Couple's Sexploration, regia di Nina Hartley & Will Ranald (2000)
- Hard Bound, regia di Bob Chinn (2000)
- Whack Attack 5, regia di Tom Byron (1999)
- Las Vegas Revue '99, regia di George Martin (1999)
- Ultimate Guide to Anal Sex for Women, regia di Nina Hartley (1999)
- The Shark, regia di Fred J. Lincoln (1999)
- Dark Secrets, regia di James DiGiorgio (1998)
- Ginger's Island 2, regia di Marc Cushman (1998)
- Asswoman in Wonderland, regia di Tiffany Mynx (1998)
- One Size Fits All, regia di Candida Royalle (1998)
- L.A. Fashion Girls, regia di Jim Holliday (1998)
- Boogie Nights - L'altra Hollywood (Boogie Nights), regia di Paul Thomas Anderson (1997)
- Adventures of the Fart Bitches (1997)
- Lolita - Adolescenza perversa, regia di Joe D'Amato (1997)
- Fountain of Innocence, regia di Veronica Hart (1997)
- Dirty Bob's Xcellent Adventures 37, regia di Dirty Bob (1997)
- Dirty Bob's Xcellent Adventures 32, regia di Dirty Bob (1997)
- Dirty Bob's Xcellent Adventures 29, regia di Dirty Bob (1997)
- Riding Lessons, regia di Kelly Holland (1997)
- Sorority Sex Kittens 3, regia di Jim Holliday (1997)
- Ginger's Island, regia di Marc Cushman (1997)
- All About Eva, regia di Rod Fontana (1997)
- Adam and Eve's House Party, regia di Veronica Hart (1996)
- Showgirls en Madrid, regia di José María Ponce (1996)
- Bubbles Galore, regia di Cynthia Roberts (1996)
- Night Nurses, regia di Kelly Holland (1996)
- Hotel California, regia di André Richard (1996)
- Shane's World 2: Cabin Fever, regia di Shane (1996)
- Infamous Crimes Against Nature, regia di Henri Pachard (1995)
- Ashlyn Rising, regia di Layne Parker (1995)
- More Sorority Stewardesses, regia di Jim Holliday (1995)
- Caught in the Act, regia di Kelly Holland (1995)
- Betty & Juice Possessed, regia di Michael Carpenter (1995)
- Buttman's European Vacation 3, regia di John Stagliano (1995)
- Sorority Stewardesses, regia di Jim Holliday (1995)
- The Secret Life of Nina Hartley, regia di Nina Hartley (1994)
- Up and Cummers 8, regia di Randy West (1994)
- The Stand-up, regia di Jim Enright (1994)
- Stripper Nurses, regia di Jim Holliday (1994)
- Adult Affairs, regia di D.M. Johnson (1994)
- Extreme Passion, regia di Layne Parker (1993)
- Naked Reunion, regia di Bud Lee (1993)
- Pussyman 3: The Search Continues, regia di David Christopher (1993)
- Deep Inside Nina Hartley (1993)
- Princess Orgasma and the Magic Bed, regia di Anthony Spinelli (1993)
- Positively Pagan 4, regia di Will Jarvis (1993)
- Nina Hartley Book of Love, regia di Nina Hartley (1992)
- Caught from Behind 16: The Reunion (1992)
- Prendilo... (Hothouse Rose II), regia di Henri Pachard (1992)
- Butt Freak, regia di John Stagliano (1992)
- Sorority Sex Kittens 2, regia di Michael Craig & Jim Holliday (1992)
- Seymore Butts: In the Love Shack, regia di Seymore Butts (1992)
- The Erotic Adventures of the Three Musketeers, regia di Paul Norman (1992)
- Manbait, regia di Gerard Damiano (1991)
- Shadow Dancers II, regia di John Stagliano (1991)
- Scarlet Fantasy, regia di Jack Stephen (1991)
- Lethal Passion, regia di Buck Adams (1991)
- Hothouse Rose, regia di Henri Pachard (1991)
- Shadow Dancers I, regia di John Stagliano (1991)
- Debbie Does Wall Street, regia di Anthony Spinelli (1991)
- All Night Long, regia di Hal Freeman (1991)
- Mummy Dearest 3 (1991)
- Party Doll, regia di Alex de Renzy (1991)
- Oh What a Night, regia di John Leslie (1990)
- The Last X-rated Movie 4, regia di Cecil Howard (1990)
- Amazing Tails 4, regia di Patti Rhodes-Lincoln (1990)
- The Last X-rated Movie 3, regia di Cecil Howard (1990)
- The New Barbarians 2, regia di Henri Pachard (1990)
- Wild Wild Chest, regia di Charlie Diamond (1990)
- Stairway to Paradise, regia di Sharon Kane & Jim Holliday (1990)
- The Last X-rated Movie 2, regia di Cecil Howard (1990)
- New Barbarians, regia di Henri Pachard (1990)
- The Last X-rated Movie, regia di Cecil Howard (1990)
- Silver Tongue and Hot Rod, regia di Henri Pachard (1990)
- Hungry, regia di George Lasky (1990)
- My Bare Lady, regia di Scotty Fox (1990)
- Mummy Dearest 2, regia di Duck Dumont (1990)
- Mummy Dearest, regia di Duck Dumont (1990)
- Anal Annie's All-Girl Escort Service, regia di Charles Webb (1990)
- Who Shaved Aja?, regia di Scotty Fox (1989)
- Adultery, regia di Anthony Spinelli (1989)
- Nina, Just for You (1989)
- Splendor in the Ass, regia di Gerard Damiano (1989)
- Sorority Pink 2: The Initiation, regia di Jim Holliday (1989)
- Wet Pink, regia di Charles Webb (1989)
- Night of the Living Debbies, regia di Henri Pachard (1989)
- For His Eyes Only, regia di Jace Rocker (1989)
- The Bod Squad, regia di Jim Enright (1989)
- Sorority Pink, regia di Jim Holliday (1989)
- California Taboo, regia di C.L. Solomon (1989)
- Who Shaved Lynn LeMay?, regia di Henri Pachard (1989)
- Stairway to Heaven, regia di Scotty Fox (1989)
- Debbie Class of '89, regia di Bob Vosse (1989)
- China Bitch, regia di Laslo Lamelle (1989)
- Blue Movie, regia di Jack Remy (1989)
- One Wife to Give (1989)
- Young Girls in Tight Jeans (1989)
- The Big Thrill, regia di Alex de Renzy (1989)
- Angel's Back!, regia di Richard Mailer (1988)
- Hate to See You Go (1988)
- Candy's Little Sister Sugar, regia di Gerard Damiano (1988)
- Coming in America (1988)
- The Naked Stranger, regia di Paul Thomas (1988)
- Taboo VI: The Obsession, regia di Gary Graver (1988)
- Honky Tonk Angels (1988)
- Nina's Knockouts, regia di Chris Monte (1988)
- Fatal Erection (1988)
- Ginger Does Em' All, regia di Henri Pachard (1988)
- Divine Decadence, regia di Henri Pachard (1988)
- Suzie Superstar... the Search Continues, regia di Henri Pachard (1988)
- A Thousand and One Erotic Nights Part II: The Forbidden Tales, regia di Edwin Brown (1988)
- Alice in Whiteland, regia di Duck Dumont (1988)
- Hot Pink and Chocolate Brown, regia di Wolfgang Gower (1988)
- I Cream of Genie, regia di Duck Dumont & Charles Webb (1988)
- So Deep, So Good, regia di Henri Pachard (1988)
- The Nicole Stanton Story: "The Rise", regia di Alex de Renzy & Henri Pachard (1988)
- Amanda by Night 2, regia di Jack Remy (1988)
- Ginger Snaps (1987)
- You Bring Out the Animal in Me (1987)
- Friday the 13th: A Nude Beginning, regia di Fred J. Lincoln (1987)
- Debbie Duz Dishes III, regia di Damon Christian (1987)
- Hot Numbers, regia di Peter Anglish & Mike Vidor (1987)
- Dr. Blacklove, regia di Bob Vosse (1987)
- Romeo and Juliet, regia di Paul Thomas (1987)
- DreamGirls, regia di Edwin Brown (1987)
- Barbara the Barbarian, regia di Gary Graver (1987)
- Falcon Breast, regia di Wolfgang Gower (1987)
- Private Encounters (1987)
- In and Out of Africa, regia di Fred J. Lincoln (1987)
- Little Bit o' Honey, regia di Bob Vosse (1987)
- Surf, Sand and Sex, regia di Gary Graver (1987)
- Living Doll, regia di Jerome Tanner (1987)
- Dream Lovers, regia di Duck Dumont (1987)
- A Lover for Susan, regia di Henri Pachard (1987)
- The Passion Within, regia di Will Kelly (1987)
- Hard Choices, regia di Henri Pachard (1987)
- I giochi erotici di Vanessa (Play Me Again Vanessa), regia di Tim McDonald (1986)
- An Unnatural Act, Part II, regia di Ned Morehead (1986)
- I've Never Done This Before!, regia di Lawrence T. Cole (1986)
- Battle of the Titans, regia di Scotty Fox (1986)
- Beyond Desire, regia di Tim McDonald (1986)
- The Red Garter, regia di Anthony Spinelli (1986)
- W-PINK II, regia di Myles Kidder (1986)
- Peeping Tom, regia di Gary Graver (1986)
- Debbie Duz Dishes, regia di Bob Vosse (1986)
- Sin City, regia di Joe Verdi (1986)
- The House of Blue Dreams, regia di Jerome Tanner (1986)
- Twins, regia di Jerome Tanner (1986) - non accreditata
- Nooner, regia di Chris Monte (1986)
- Every Woman Has a Fantasy 2, regia di Edwin Brown (1986)
- Anal Annie and the Magic Dildo, regia di Jon Martin & Charles Webb (1985)
- Gang Bang, regia di John Stagliano (1985)
- La signora dei cavalli (Showdown), regia di Henri Pachard (1985)
- Anal Annie and the Willing Husbands, regia di Charles Webb (1985)
- The Grafenberg Spot, regia di Artie Mitchell (1985)
- Inspector Cliteau in... The Pink Panties, regia di Lawrence T. Cole (1985)
- Battle of the Stars 3: Stud Wars, regia di Lawrence T. Cole (1985)
- Battle of the Stars, Round 2: East vs. West, regia di Lawrence T. Cole (1985)
- Battle of the Stars, regia di Lawrence T. Cole (1985)
- Thought You'd Never Ask, regia di Marga Aulbach (1985)
- Anal Annie Just Can't Say No, regia di Charles Webb (1985)
- Vergini corpi frementi (Ten Little Maidens), regia di John Seeman (1985)
- Ball Busters, regia di Alex de Renzy (1985)
- Anal Annie and the Backdoor Housewives, regia di Charles Webb (1984)
- Fooling Around, regia di Ed De Priest (1984)
- Educating Nina, regia di Juliet Anderson (1984)

### Video musicali
- 2Pac Feat. K-Ci & JoJo: How Do U Want It (1996)

### Regista
- Nina Hartley's Guide to Alternative Sex (2002)
- Guide to Advanced Sex Toys (2001)
- Guide to Making Love to Men (2000)
- Guide to Couple's Sexploration (2000)
- Nina Hartley's Guide to Oral Sex (1998)
- Guide to Private Dancing (1997)
- Nina Hartley's Guide to Foreplay (1997)
- Guide to Swinging (1996)
- Nina Hartley's Guide to Anal Sex (1996)
- Nina Hartley's Guide to Better Cunnilingus (1994)
- Nina Hartley's Guide to Better Fellatio (1994)
- The Secret Life of Nina Hartley (1994)
- Nina Hartley Book of Love (1992)

### Produttrice
- Guide to Threesomes: Two Girls & a Guy (2005)